# Gloeomucro limpidus
Gloeomucro limpidus är en svampart som först beskrevs av Roger Heim, och fick sitt nu gällande namn av R.H. Petersen 1980. Gloeomucro limpidus ingår i släktet Gloeomucro och familjen Hydnaceae.   Inga underarter finns listade i Catalogue of Life.